# Tomba! 2: The Evil Swine Return
Tomba! 2: The Evil Swine Return — приключенческая игра-платформер, разработанная Whoopee Camp и изданная Sony Computer Entertainment для PlayStation. Игра изначально была выпущена в Японии в 1999 году. Игра является продолжением Tomba!. Сюжет повествует о подвигах дикого ребёнка по имени Томба, спасающего свою подругу Табби от злой расы антропоморфных свиней.

## Описание
Захватывающий экшен о похождениях Томбы из джунглей. Зловредные свиньи похитили девушку Табби, и юноша с кислотной прической отправляется в опасное путешествие через десятки уровней, чтобы спасти возлюбленную.

## Геймплей
В игре Томба! 2 возвращение злой свиньи Томба, движется по заранее определённому линейному пути, пока он не достигнет точки пересечения, где начинает мигать стрелка которая появляется над головой. В этот момент Томба может двигаться в любом направлении стрелки. В некоторых районах в игре включается плеер, чтобы исследовать их в виде сверху вниз, что позволяет Томбе свободно передвигаться. Основная цель игры состоит в том, чтобы завершить все 137 целей (133 делают регулярные, а остальные четыре получаются из Томба 1 сохранения файла.) Во время игрового процесса Томба находит костюмы о них написано ниже.

## Сюжет
Мальчик по имени Томба спокойно жил в своей стране, пока его друг Зиппо не нашёл письмо в котором было сказано что подруга детства Табби пропала. Охваченный тревогой, Томба прыгает в море в поисках её. Их приносит в город Рыбаков где они встречают старика по имени Кайнен. Оттуда они идут дальше к городу Землекопов, где жила Табби, но дома её не оказалось. Гран, житель этого города, говорит, что Табби уехала на Ранчо Кунжара на троллейбусе, но тележка была пуста, за тележкой в панике бежал мужчина, который рассказывает, что Табби поймали злые свиньи, она пыталась защитить медальон, который Томба подарил ей в детстве. Гран рассказывает, что свинья огня прокляла весь континент, и даёт парню сумку огненной свиньи, которая помогает схватить огненную свинью, которая и прокляла шахты.
Томба отправляется в путешествие по всему континенту и собирает сумки свиней. Он убирает заклятие с города угля, который был поглощён огнём победив огненную свинью, убирает заклятие с Ранчо Куджара, где была вечная зима, победив ледяную свинью, убирает заклятье с леса Донглин, который был покрыт тьмой и мраком, победив призрачную свинью, убирает заклятье с Циркового города в котором горожане были превращены в свиней, победив земляную свинью, убирает заклятие с Водяного храма, где были осадки и дожди, победив водяную свинью. После того как все свиньи были побеждены их лидер, последняя свинья, вызывает Томбу на бой. Томба и Зиппо находят злую свинью в шахте. Свинья замораживает время, это последняя попытка остановить Томбу. Финальная битва против последней Свиньи заканчивается как и все битвы- захватом свиньи, но он обещает, что вернётся. Герои находят Табби и улетают на собаке Томбы по кличке Барон. После праздника в доме Табби, Кайн дарит парню костюм (смотря от кол-во пройденных квестов). Томба уплывает на лодке местного владельца мельницы. Тем не менее, Томба смешно попадает в аварию на первом рейсе судна.

## Оценки
| Сводный рейтинг | Сводный рейтинг |
| Агрегатор       | Оценка          |
| --------------- | --------------- |
| GameRankings    | 82,99 %         |